# Antoni Klukowski
Antoni Klukowski (ur. 2 kwietnia 2007 w Lille, Francja) – piłkarz występujący na pozycji napastnika polskim klubie Widzew Łódź. Posiada podwójne obywatelstwo: polskie i kanadyjskie. Jest synem Michaela Klukowskiego, byłego reprezentanta Kanady i zawodnika m.in. Club Brugge oraz MKE Ankaragücü.

## Kariera klubowa
Klukowski rozpoczął swoją przygodę z piłką nożną w Escoli Varsovia. Następnie kontynuował rozwój w akademiach RCD Mallorca i Atlético Baleares w Hiszpanii. Po powrocie do Polski grał w Polonii Warszawa oraz Legii Warszawa. W lipcu 2023 roku dołączył do Pogoni Szczecin, gdzie początkowo występował w drużynie rezerw.
Debiut w pierwszym zespole Pogoni Szczecin w Ekstraklasie zaliczył 8 listopada 2024 roku w meczu przeciwko Radomiakowi Radom.
26 maja 2025 został piłkarzem Widzewa Łódź.

## Kariera reprezentacyjna
Początkowo Klukowski reprezentował Kanadę w kategoriach młodzieżowych, występując m.in. na Mistrzostwach Świata U-17 w 2023 roku. W 2025 roku zadebiutował w reprezentacji Polski U-18.

## Sukcesy
- Finał Pucharu Polski: 2025[5]